# Greif

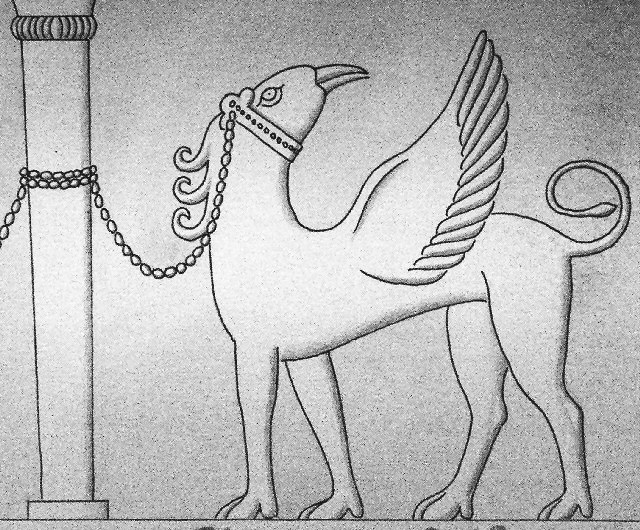
Minoischer Flügelgreif aus Kreta (Schema)

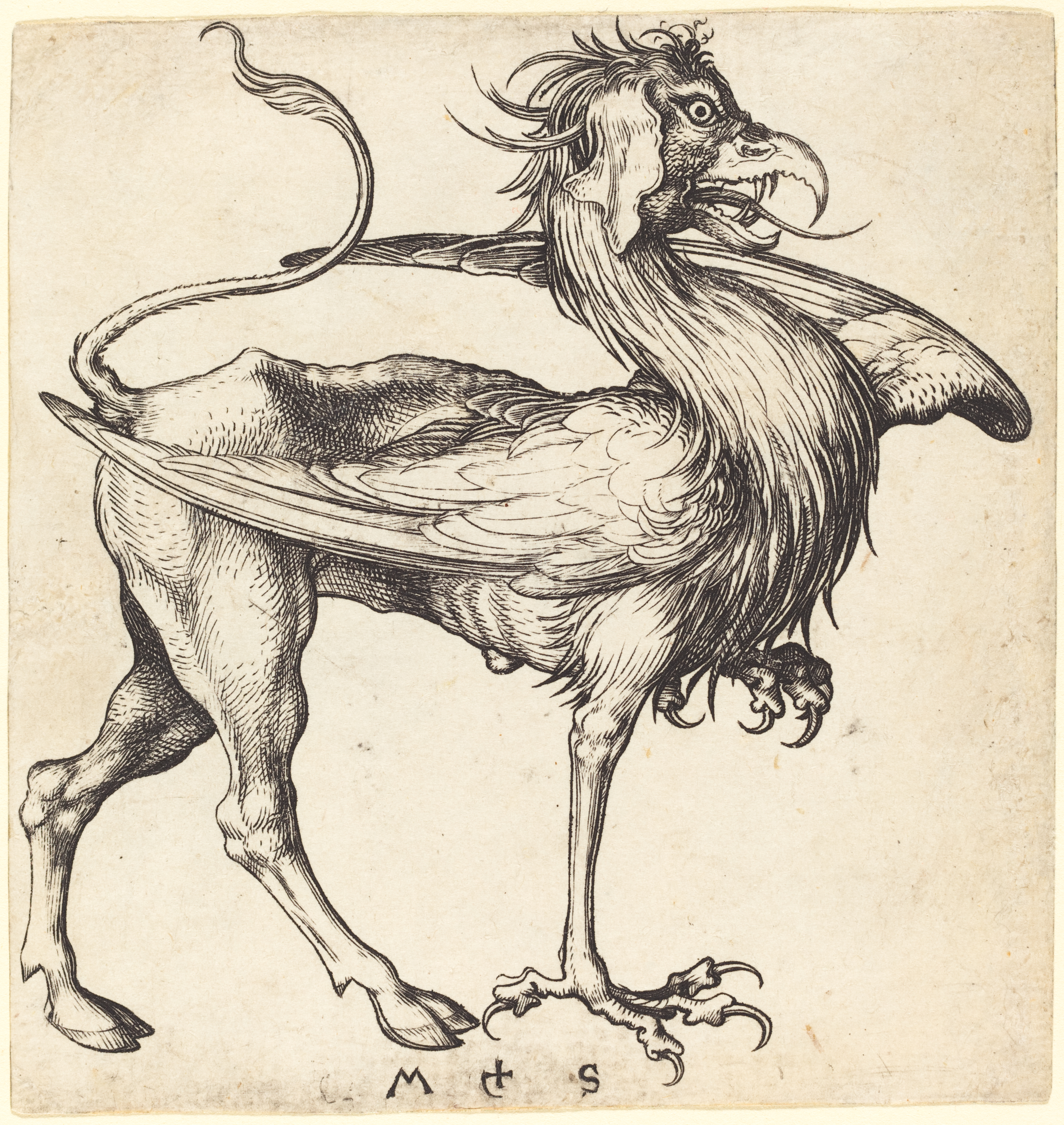
Greif (Martin Schongauer, Kupferstich um 1485)

Der Greif (lateinisch gryphus, dies aus altgriechisch γρῦψ, Genitiv γρυπός – gryps, grypós, verwandt mit hebräisch Cherub, seit dem 10. Jahrhundert im Althochdeutschen als grif(o) nachweisbar) ist ein aus Tierkörpern gebildetes, mythisches Mischwesen, von dem es zwei Haupttypen (den Vogelgreif und den Löwengreif) mit mehreren Varianten gibt. Es wird meist dargestellt mit löwenartigem Leib, dem Kopf eines Raubvogels, mit mächtigem Schnabel, spitzen Ohren, meist mit Flügeln, aber auch in abweichenden Varianten (mit Schlangenkopf, Vogelfüßen, Skorpionschwanz, mit knopf- oder kopfartigem Fortsatz auf dem Scheitel oder Rücken). Die ganze Geschichte hindurch sind Stärke und Wachsamkeit Eigenschaften des Greifs.

## Mögliche Entstehung des Mythos

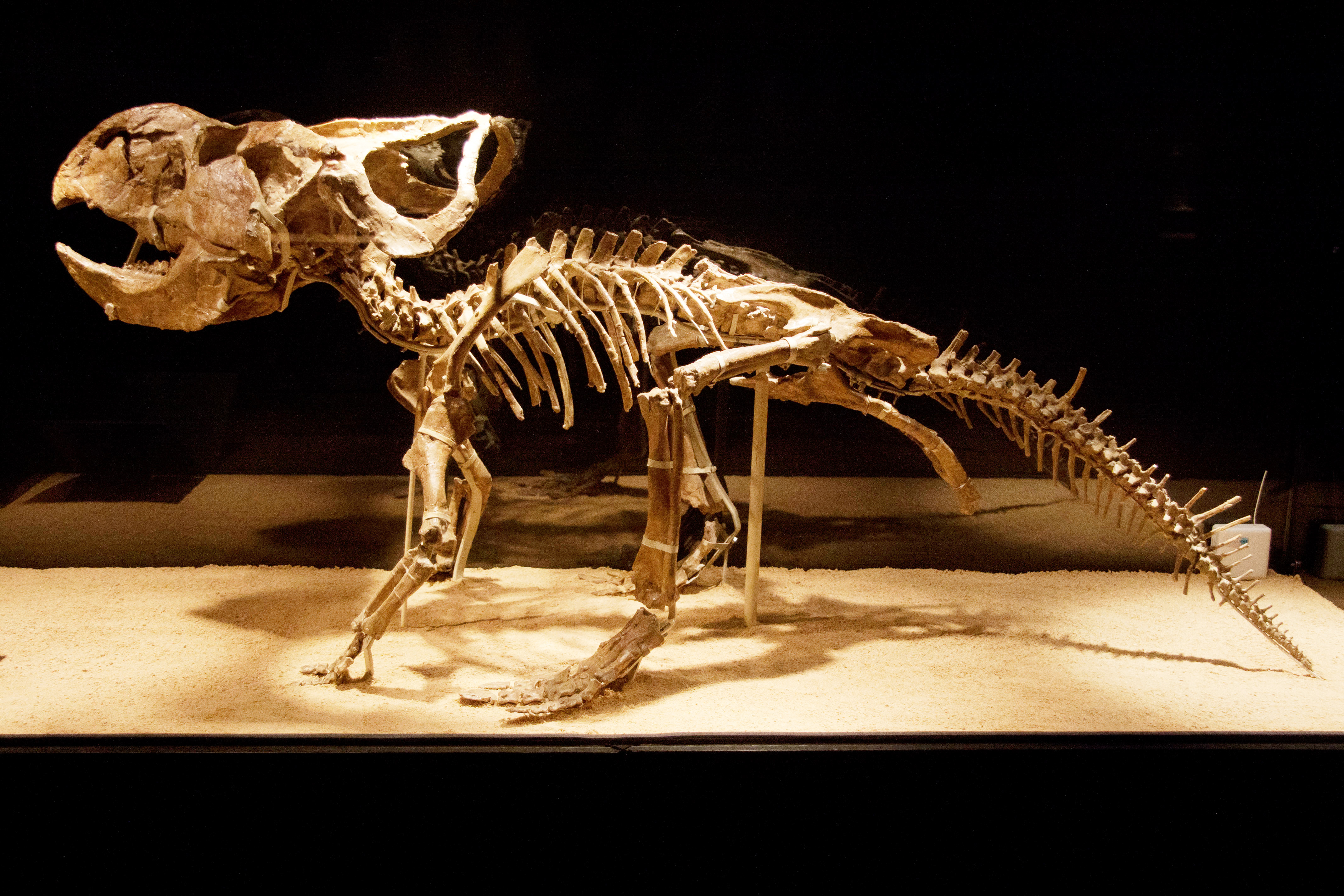
Rekonstruiertes Skelett eines Protoceratops

Es gibt Vermutungen, dass in der Antike Nomaden (Skythen) beim Goldschürfen in den weiten Wüsten Zentralasiens Fossilien von Protoceratops fanden, einem Dinosaurier, dessen Überreste in den kreidezeitlichen Ablagerungen dieser Region häufig anzutreffen sind. Derartige Fossilien, wie sie noch heute in der Wüste Gobi am Rand des Altaigebirges (mongolisch: „Goldene Berge“) in gutem Erhaltungszustand gefunden werden können, könnten die Grundlage für den Mythos des Greifen (hier ursprünglich als Goldwächter) gewesen sein. Protoceratops besaß wie alle seine Verwandten einen großen Schnabel und einen Körper, der Menschen an den eines Löwen erinnert haben könnte. Der Nackenschild des Dinosauriers könnte für Flügel gehalten worden sein. Zudem finden sich in der Mongolei zahlreiche fossile Dinosauriereier, und so erzählte man sich in der Antike, wie die Greifen grimmig ihre auf dem Boden mit Gold ausgekleideten Nester bewachten. Ob und wie diese Vorstellungen nach Westen gelangten, durch Erzählungen von Reisenden oder durch Bilder auf gehandeltem Kulturgut, bleibt allerdings hypothetisch.

## Geschichte

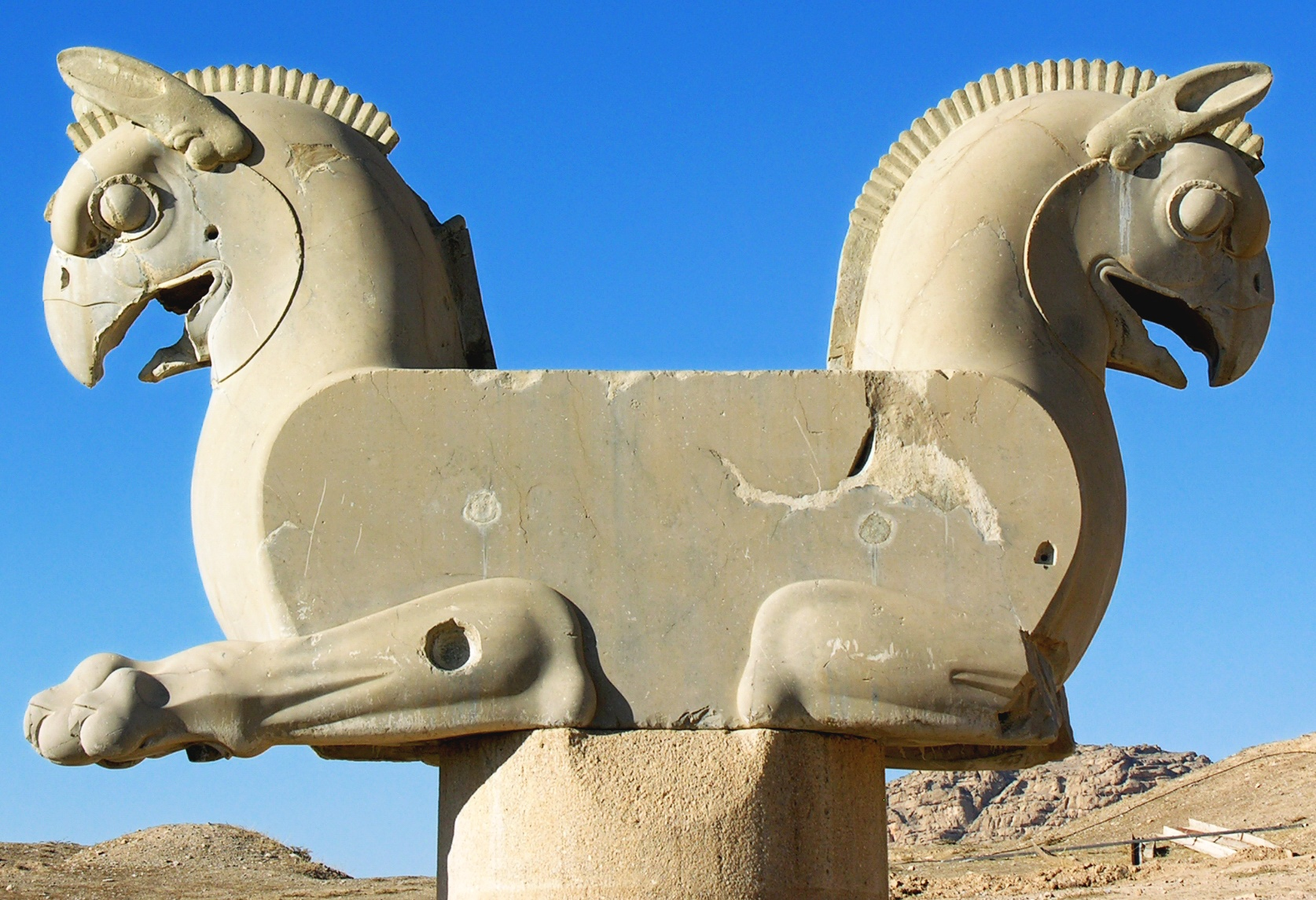
Achämenidischer Greif in Persepolis

Der Greif ist ein in vielen altorientalischen Kulturen (Elam (Altertum), Ägypten, Babylonien, Assyrien, Hethiter, Anatolien) bekanntes Fabelwesen. In der ägyptischen Kunst wird er seit dem Ende des vierten Jahrtausends v. Chr. dargestellt. Von dort angeregt, gelangte er im frühen 2. Jahrtausend nach Syrien. Der in der mesopotamischen Mythologie vorkommende Greif ist dagegen erst seit etwa 1400 v. Chr. belegt.
Die in Sumer dem Greif ähnlich erscheinenden Mischwesen werden als Löwen-Greife bezeichnet. Anzu scheint deren Vorläufer zu sein und trat von der Akkad-Zeit (2340 v. Chr.) bis zum Beginn des neubabylonischen Reiches (626 v. Chr.) in Erscheinung.
In der Kunst des Achämenidenreichs erscheint der Greif als „Symbol für das Böse und das Chaos, das der König bekämpft und im Zweikampf besiegt“.

### Klassische Antike

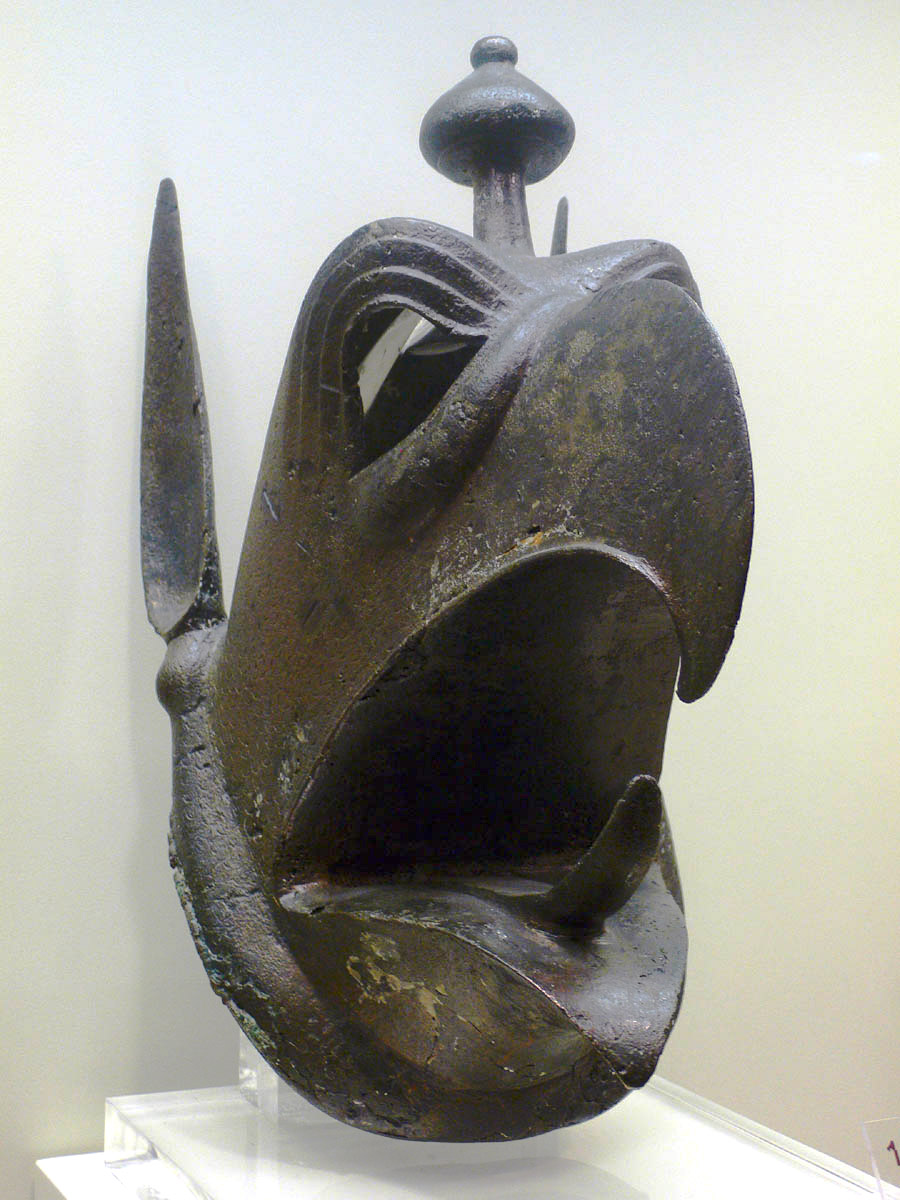
Kopfteil einer Greifenprotome aus Olympia, 7. Jh. vor Christus

Die mykenische Kultur und seit dem 8. Jahrhundert v. Chr. auch die griechische Kunst übernahmen aus dem Orient deren Greifenmotive. Aus späthethitischen Bildschöpfungen wurden Einzelheiten wie die aufgerichteten Ohren, die Seitenlocke oder der offene Schnabel übernommen. Als Greifenprotome ist ein Typus besonders qualitätvoller und häufig verwendeter Tierköpfe an Kesseln und Kannen zum Begriff geworden. Auch im westiranischen Kurdistan wurde im Goldschatz von Ziwiye eine Greifenprotome aus dem 8./7. Jahrhundert v. Chr. gefunden. Weitere Darstellungen finden sich auf den Helmen der Athene-Statuen des antiken Bildhauers Phidias, auf Brustharnischen und Münzen, beispielsweise auf denen von Opus, Teos, Abdera, als Akroterien auf Tempeln sowie schließlich als Dekoration auf römischen Säulen. Durchgängig galt in der Antike der Greif als Symbol scharf blickender Klugheit und des Sehertums und ist daher Attribut des Apollon.
Literarisch ist der Greif in der griechischen Mythologie durch das Epos Arimaspeia von Aristeas überliefert, in dem dieses Tier in Indien und auf den Riphäischen Bergen als wachsamer Hüter die Goldgruben gegen die Arimaspen beschützt. Andere Quellen benennen den Ort als hinter dem Land der Skythen liegend. Aischylos lässt den Okeanos auf ihm reiten und ihn vor seinen Wagen spannen.

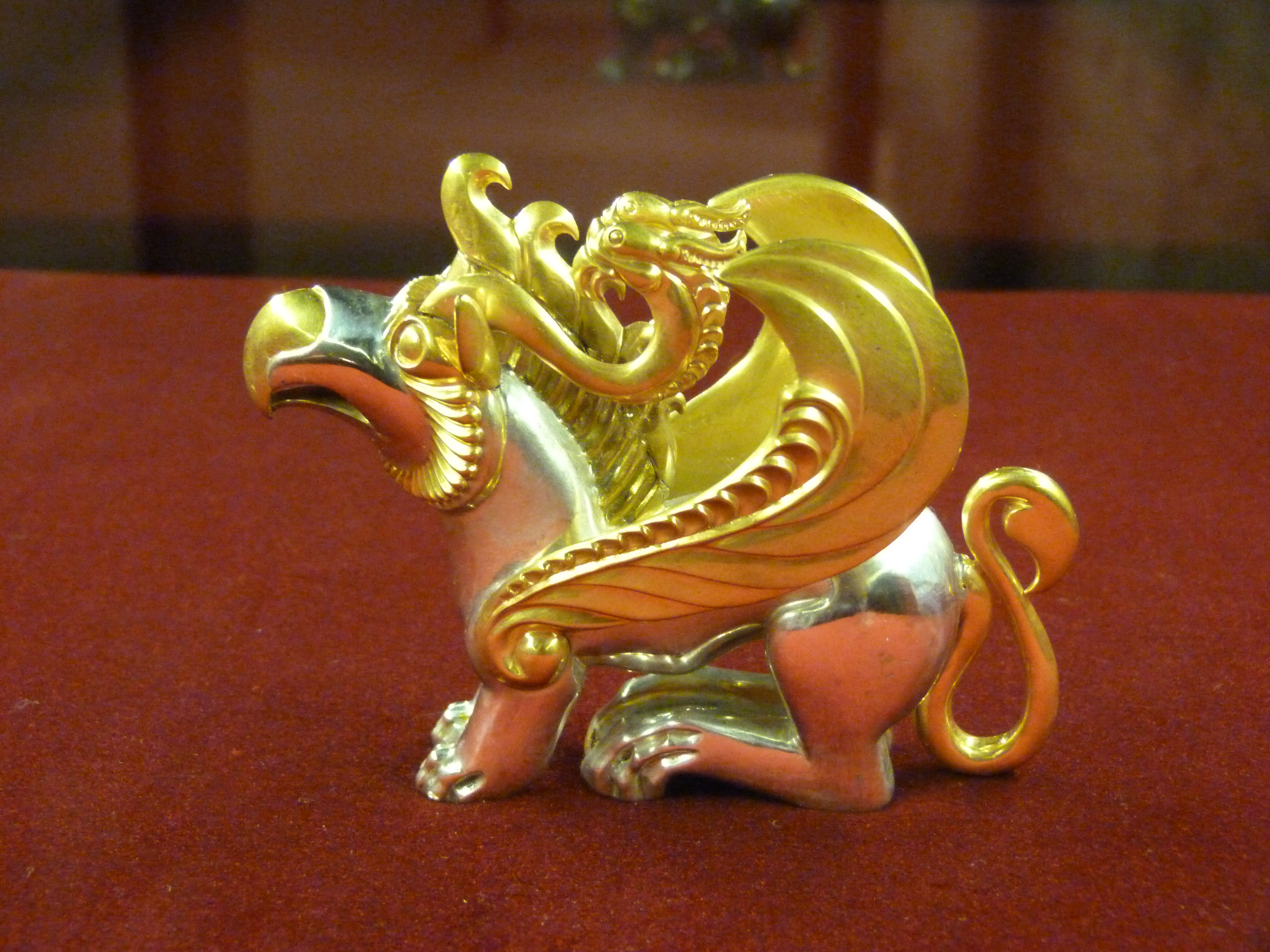
Greif aus Gold und Silber aus einem skythischen Kurgan bei Berel, ostkasachische Altai-Region, 3. Jh. v. Chr.

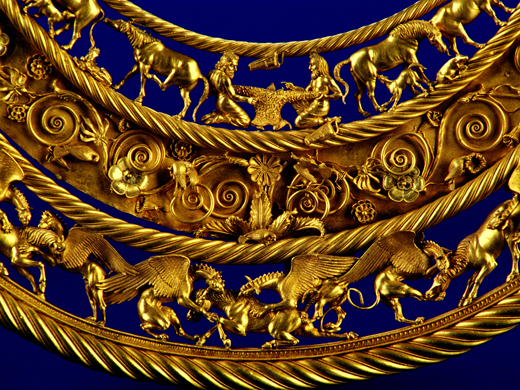
Skythische Greifen auf einem Pektoral aus dem Towsta-Kurgan bei Pokrow/Ukraine (Ausschnitt; die menschlichen Figuren, Pflanzendekore und proportionalen Darstellungen werden als griechischer Einfluss gedeutet.)

Auch in der materiellen Kultur der Skythen selbst, dem sogenannten skythischen Tierstil, der mythologische Motive wiedergibt, sind raubvogelköpfige, selten tigerköpfige, geflügelte Greifen mit Raubkatzen-Körper ein sehr häufiges Motiv. Weil Greifen in der frühen Phasen der Skythen ab dem 7. Jahrhundert v. Chr. aber nur in der Kontaktzone zu altorientalischen Kulturen in Mittelasien und nahe dem Kaukasus gefertigt wurden, ab dem 4. Jahrhundert v. Chr. daneben auch in der ukrainisch-südrussischen Schwarzmeerregion im Kontaktgebiet zur griechischen Kultur, gehen Archäologen davon aus, dass sie durch kulturelle Einflüsse altorientalischer Kulturen, später der griechischen Kultur vermittelt wurden. In älteren skythischen Funden abseits dieser Kontaktzonen, besonders im Ural, Nord-Kasachstan und am Altai fehlen typische Greifen noch und nur das ungewöhnliche Motiv der Widder-Greifen, eines Raubvogels mit Widder-Hörnern war verbreitet.
Der Greif aus Redován in Madrid entstammt der iberischen Kultur.

### Mittelalter und Neuzeit

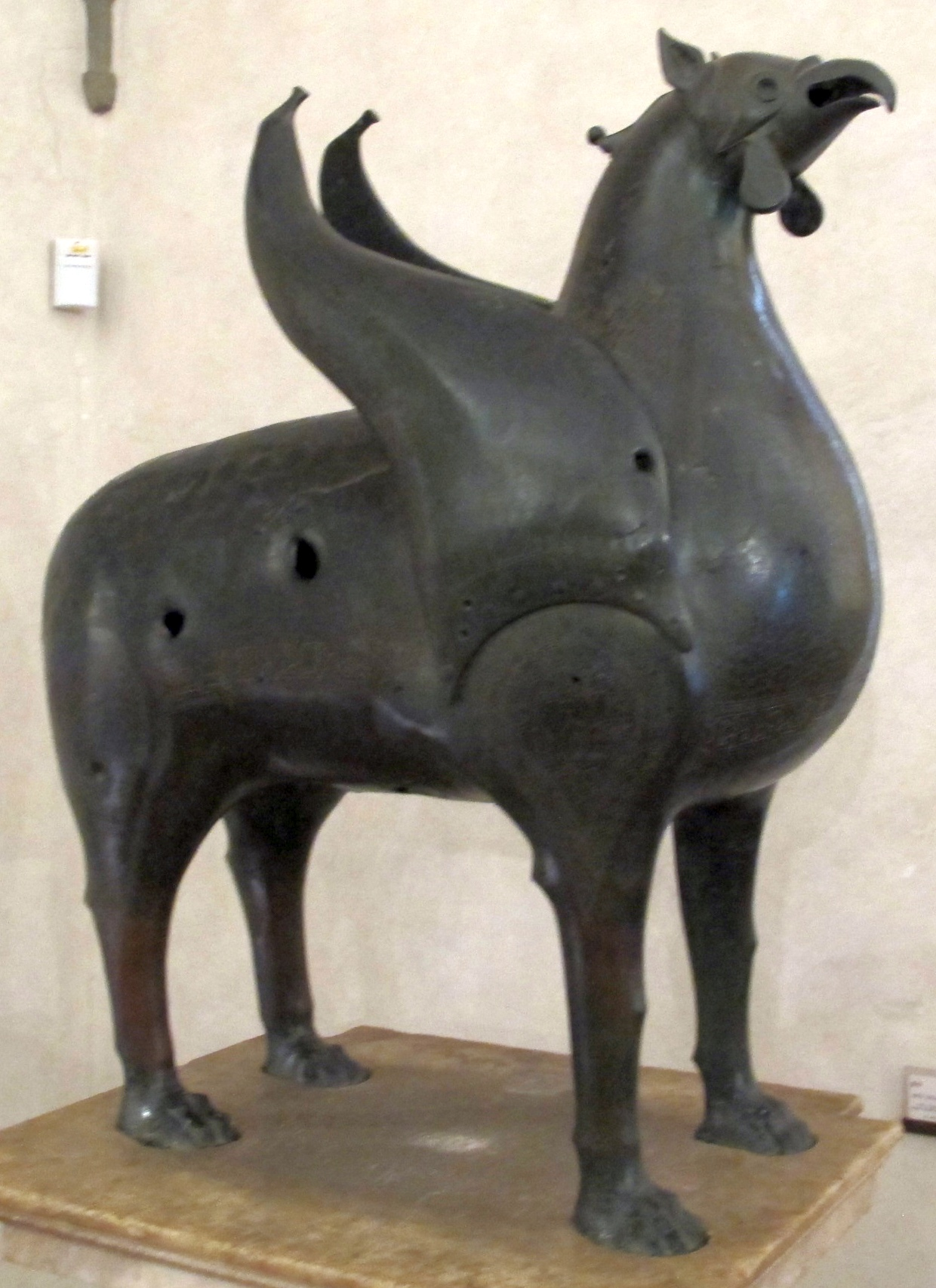
Greif von Pisa. Andalusien, 11. Jh.

Islamischen Ursprungs ist der Greif von Pisa, eine große, meterhohe Bronzeplastik, die seit etwa 1100 auf dem Dach der Kathedrale in Pisa stand und wohl im 11. Jahrhundert im damals islamischen Andalusien entstanden war.

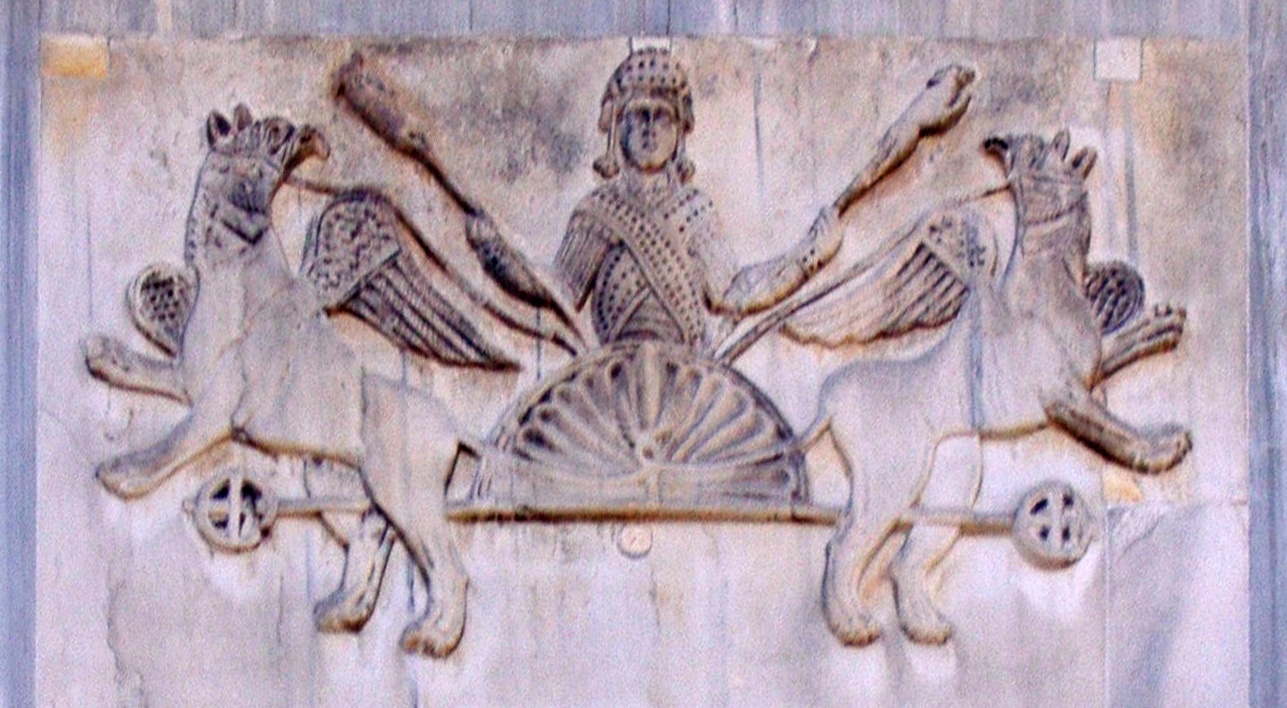
Alexanders Himmelfahrt, Venedig, San Marco, 11. Jh.

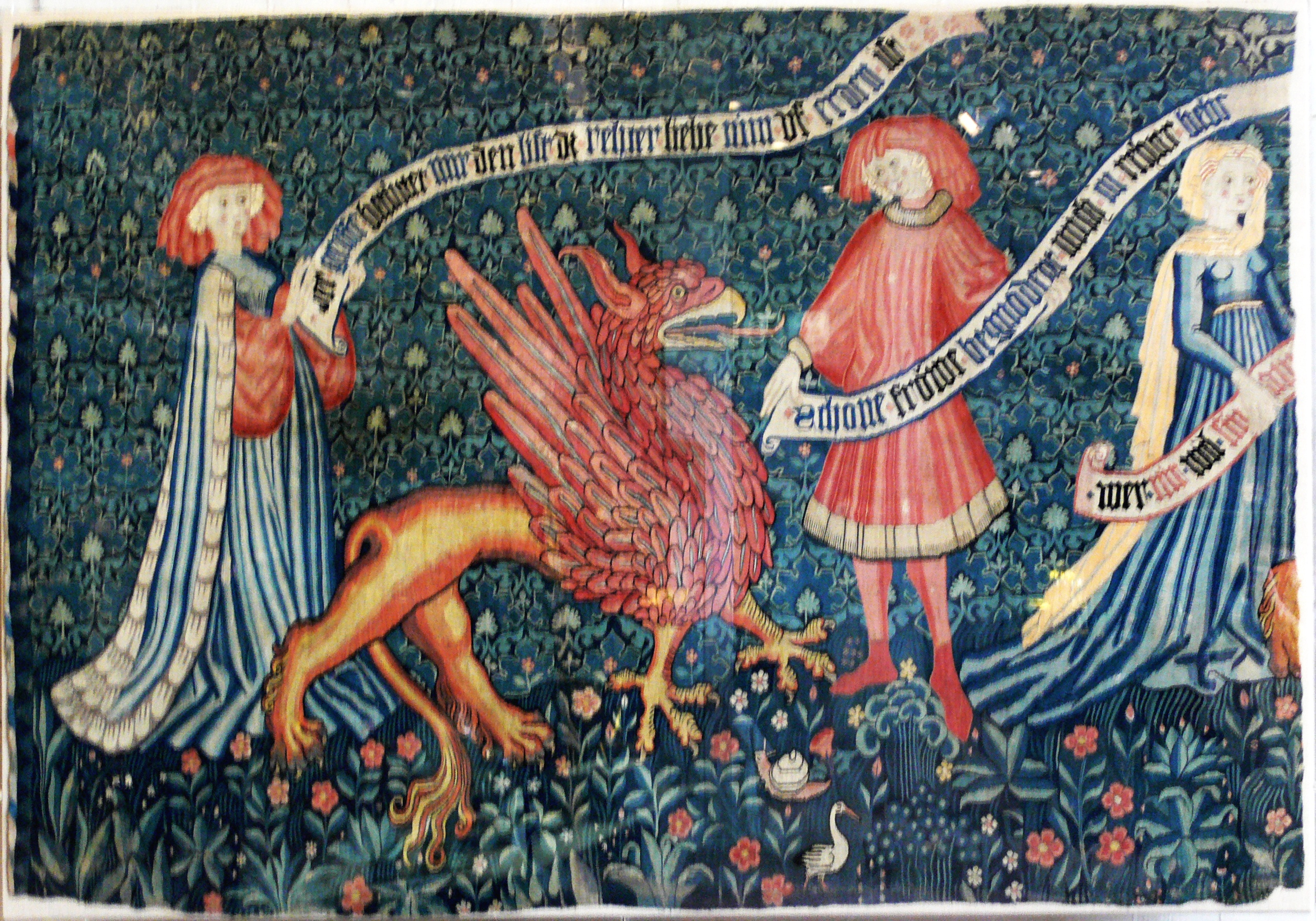
Mittelalterlicher Wandteppich aus Basel, um 1450. Kunstgewerbemuseum Berlin

Die Symbolik des Greifen in der Nachantike ist überwiegend christologisch bestimmt. Isidor von Sevilla sah um 600 in seiner Doppelnatur Sinnbild des über Himmel und Erde herrschenden Christus. Auch wenn schon Albertus Magnus den Greif ins Reich der Fabel verwies, hielt man ihn doch durchweg bis über das Ende des Mittelalters hinaus, ähnlich wie den Drachen, für ein real existierendes Lebewesen. Zwei im Physiologus erscheinende Greife werden als Maria und Michael gedeutet.
In bildlichen Zusammenhängen kommt er, wie schon in der Antike, häufig in der Wächterrolle vor (z. B. als Hüter des Grabes, des Lebensbaums oder -brunnens). Vor allem aber in der Romanik erscheint er als starkes und wachsames Tier, das dort, wo es beispielsweise als säulentragendes Wesen die Portale zahlreicher italienischer Kirchen flankiert, alles Böse in Gestalt von Löwen, Schlangen und Basilisken überwindet und abwehrt. Auch sonst ist der Greif auf Tierfriesen und anderen Elementen der romanischen Bauplastik vielfach vertreten.
Darstellungen der Tierwelt des Paradieses (Gen 1,20) werden im frühen Mittelalter gern mit Greifen angereichert. In Bestiarien, den Naturgeschichten des Tierreichs erscheinen die Greifen meist als gewalttätige, andere Tiere oder Menschen überwindende Wesen. Im Bestiarium von Pierre de Beauvais (vor 1218) wird der Greif beschrieben als ein Vogel, der in der indischen Wüste lebt und diese nur verlässt, um Nahrung zu finden. Er sei so stark, dass er einen ganzen Ochsen tragen und mit ihm zu seinen Jungen fliegen könne.
Das Motiv der symmetrisch zueinander gekehrten Greifen fand in der Ornamentik, namentlich in der Kunst der Seidenweberei, besonders häufig Verwendung. Auf Elfenbeinkästchen des 11. und 12. Jahrhunderts spielen sie wieder ihre Rolle als Wächtertiere.
Die Himmelfahrt Alexanders des Großen wird auf Kapitellen und in Handschriften mit zwei Greifen verbildlicht, die den Korb des antiken Luftfahrers in die Höhe tragen, sicher um damit ein moralisierendes Exempel der Hoffahrt zu geben. In der Tierfabel Dialogus creaturarum tritt der Greif als Friedensstifter zwischen Vögeln und Vierbeinern auf, weil er zu beiden Gattungen gehört.
Die so genannten „Greifeneier“, die in den Inventaren mittelalterlicher und späterer Kirchenschätze und fürstlicher Schatzkammern vorkommen, sind als Pokale gefasste Straußeneier. Trinkgefäße, die von Greifen gehalten oder mit ihm geschmückt wurden, sind aus dem späteren Mittelalter vielfach überliefert, als „Greifenklaue“ wird ein eigener Gefäßtyp in Gestalt eines auf Greifenfüßen montierten Trinkhorns benannt.
In Gotik und Renaissance verliert der Greif an ikonographischer Bedeutung. Die Zeichnung Sandro Botticellis nach einer Szene aus Dantes Göttlicher Komödie, wo ein Greif den zweirädrigen Triumphwagen der Kirche zieht, bleibt in der Bildtradition isoliert. Die Emblematik der Barockzeit zitiert das Fabeltier vereinzelt als Sinnbild für Gottes Segen und christliche Freigebigkeit.
Für den deutschen Enzyklopädisten Johann Georg Krünitz gehört 1780 der Greif zweifellos dem Mythos und der Fabelwelt an, als reales Lebewesen beschreibt er unter diesem Lemma ausführlich den Kondor.
Im Klassizismus verliert sich die Bedeutung des Motivs vollends in seinen vielfältigen, aber bloß dekorativen Funktionen, vor allem im Möbelbau und zugehörigen Beschlägen sowie als Kannentüllen. Im späten Historismus der Neuromanik wird gelegentlich das mittelalterliche Motiv der Greifen als Kirchenportalwächer noch einmal rezipiert.

## Märchenliteratur
In dem auf Schweizerdeutsch (Aargauer Dialekt) überlieferten Märchen der Brüder Grimm Der Vogel Greif reißt der Held Hans dem Christen fressenden „Vogelgrif“ eine Feder aus dem Schweif. In einem anderen Grimm’schen Märchen, Das singende springende Löweneckerchen, haust der Vogel Greif am Roten Meer. 2021 erschien Band 39 der Asterix-Serie: Asterix und der Greif, der offenbar angeregt von der griechischen Überlieferung über die Verbindung von Greifen und Skythen im Land der den Skythen nahestehenden Sarmaten spielt; auch die Skythen als Angehörige eines besiegten Volkes spielen eine Nebenrolle.

## Heraldische und andere ikonische Zeichen

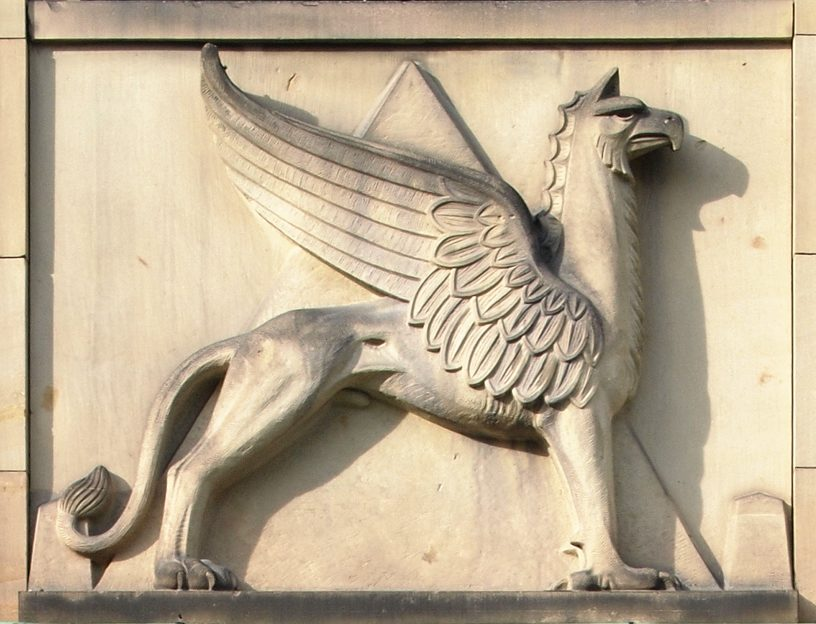
Badischer Greif am Rathaus West (Karlsruhe)

In der Heraldik steht der Greif, ebenso wie der Löwe, als Wappentier in der Reihe der gemeinen Figuren.
Das frühere Herrscherhaus des Herzogtums Pommern (reg. um 1121–1637) bezeichnete sich nach seinem Wappentier als Greifen.

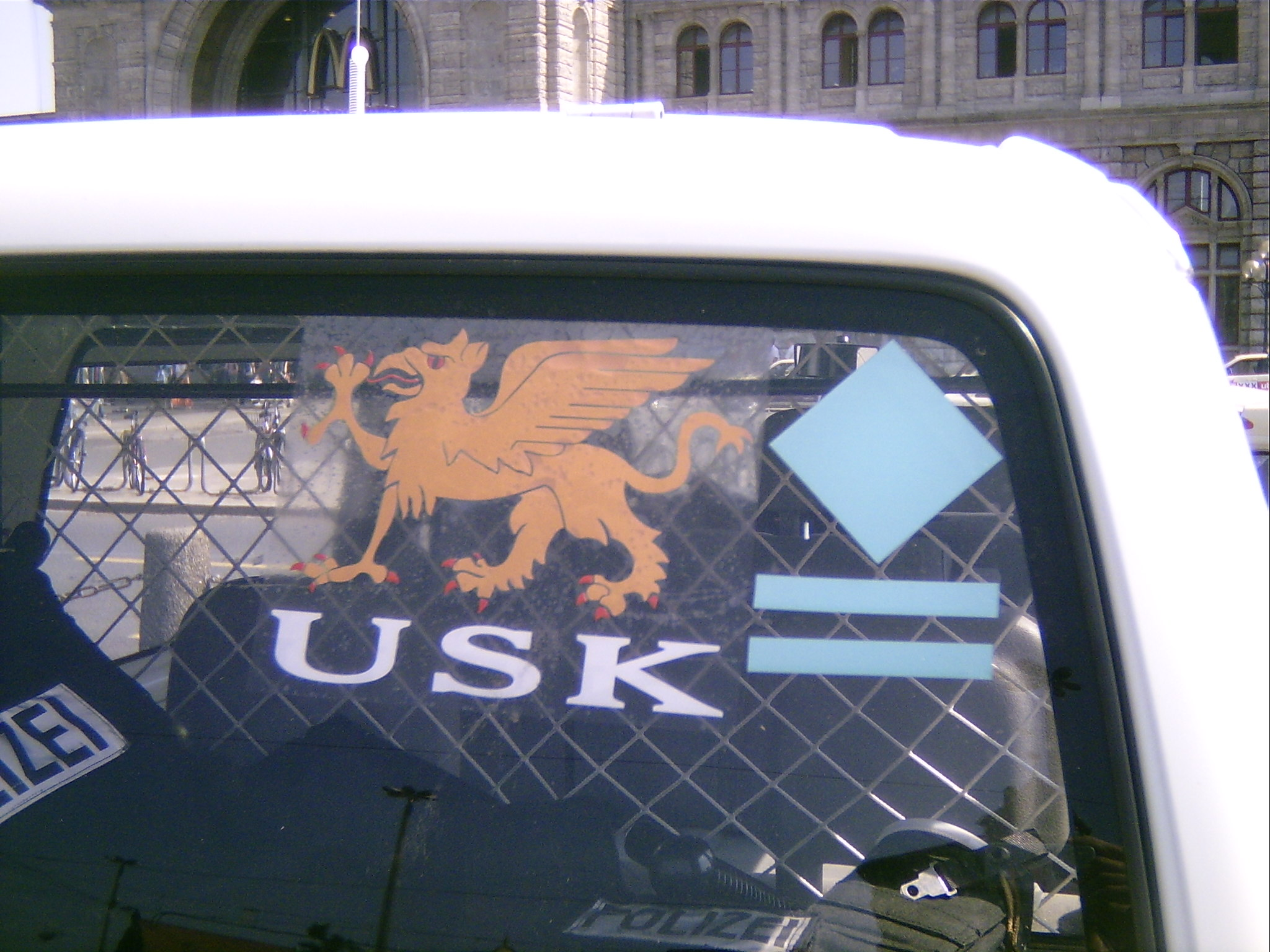
Wappentier des USK

Als Buchdruckermarke und Verlagssignet kommt der Greif seit dem 16. Jahrhundert überaus häufig vor. So ist der Greif u. a. das Symbol für die Cotta’sche Verlagsbuchhandlung sowie für den Verlag C. H. Beck. Zudem ist er seit 1858 das Signet der Marke Brockhaus und Symbol des ehemaligen Verlages F. A. Brockhaus.

Das Wappen Hiddenhausens (gegründet 1969) stellt einen goldenen (gelben) Greif dar.

Im Kleinbasel (rechtsrheinischer Teil Basels) wird im Januar ein „Vogel Gryff“ genannter volkstümlicher Festtag gefeiert, bei dem die drei heraldischen Figuren Greif (Gryff), Wilder Mann (Wild Maa) und Löwe (Leu) durch die Quartiere ziehen und traditionelle Tänze aufführen. Der Brauch geht auf militärische Musterungen des Mittelalters zurück. Ein Erkennungszeichen der Wandervogel-Bewegung des frühen 20. Jahrhunderts ist der Wandervogel-Greif. Im Pen-&-Paper-Rollenspiel Das Schwarze Auge sind die Greifen heilig und stehen für Wahrheit, Gesetz und Herrschaft. Die Autobauer Saab Automobile, Vauxhall Motors und Gumpert Sportwagenmanufaktur setzen auf die Symbolik der Kraft des Greifen und verwenden ihn als Logo. Das Unterstützungskommando der bayerischen Polizei sowie das Fallschirmjägerregiment 31 der Bundeswehr führen den Greif ebenfalls als Symbol.

## Orden

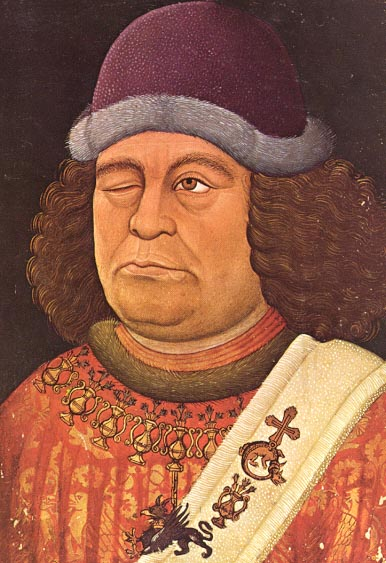
Oswald von Wolkenstein – Porträt aus der Innsbrucker Handschrift von 1432 (Liederhandschrift B)

Der Greifenorden oder Arragonische Kannenorden war 1410 von Ferdinand von Kastilien gestiftet worden und benannt nach der Kanne oder Vase mit den drei Lilien (als Bild der Reinheit der Gottesmutter), die eine Kette bildeten, an der ein Greif hing. Ferdinand I. von Neapel verlieh den Orden adligen Reisenden. Auch der bekannte Minnesänger Oswald von Wolkenstein wurde 1415 Träger dieses Ordens.
1884 stiftete der Großherzog Friedrich Franz III. den mecklenburgischen Greifenorden als Auszeichnung in fünf Graden.